# Nippon Animation
 (octobre 2021).
Nippon Animation (日本アニメーション) est un studio de production de séries d'animation japonais fondé le 3 juin 1975 par Kōichi Motohashi à la suite de la faillite du studio Zuiyō Eizō.
Très prolifique, Nippon Animation a produit de nombreuses séries connues en France et au Canada comme Maya l'abeille ou encore Tom Sawyer. Le studio est également à l'origine de la saga World Masterpiece Theater.
Bien que produisant toujours, la compagnie a sorti peu de séries à succès ces dernières années.

## Histoire
Au début des années 1970, le studio d'animation Zuiyō Eizō connaît un fort succès avec notamment la série Heidi (1974). Malgré cela, le studio fait faillite en 1975 et donnent naissance à deux nouvelles entreprises distinctes: Zuiyō, qui récupère les dettes et Nippon Animation, où va aller la grande majorité du staff de Zuiyō Eizō (dont Isao Takahata et Hayao Miyazaki).
Le nouveau studio, fondé officiellement le 3 juin 1975, connaît tout de suite le succès avec sa première série: Flanders no inu. Cette série est la première de la saga World Masterpiece Theater (le Théâtre du Chef-d'œuvre Mondial) à être produite par Nippon Animation, qui sera chargé à partir de là d'adapter chaque année un classique de la littérature occidentale sous forme d'une série animée. Le projet continue sans interruption de 1975 à 1997 sous différents noms puis reprend entre 2007 et 2009. 
À l'instar de ce World Masterpiece Theatre, l'un des domaines d'expertise de Nippon Animation est "les œuvres se déroulant en Occident". Cette tendance a continué jusqu'à ce que Le Rêve de Jeanie (traduction française du titre original : La Fille dans le vent - Jeanie aux cheveux châtain clair) en 1992.
Cependant, depuis 1993, l'anime basé sur le manga est devenu le courant dominant, et le pionnier de cela était Chibi Maruko-chan en 1990.
Hayao Miyazaki fait ses premiers pas en tant que réalisateur chez Nippon Animation, sur la série Conan, le fils du futur (1978). Il quitte le studio l'année suivante et part travailler pour TMS sur Lupin III : Le Château de Cagliostro.
Le 26 octobre 2010, le fondateur et président du studio Kōichi Motohashi décède des suites d'une maladie de la moelle osseuse. Il est remplacé par Kazuko Ishikawa.

## Productions

### Série TV

#### jusqu'en 1992
- Flanders no inu (52 épisodes) (1975)
- Maya l'abeille (Mitsubachi Maaya no Boken) (52 épisodes) (1975-1976)
- Sinbad le Marin (Arabian Night Sinbad no Boken) (52  épisodes) (1975-1976)
- La Petite Maison dans la prairie (Sōgen no Shōjo Rōra) (26 épisodes) (1975-1976)
- Marco (Haha wo Tazunete Sanzen Ri) (52 épisodes) (1976)
- Pinocchio (Pikorīno no Bōken) (52 épisodes) (1976-1977)
- Blocker Gundan 4 Machine Blaster (en) ((Burokkā Gundan 4 Mashīn Burasutā)) (38 épisodes) (1976-1977)
- Little Lulu (26 épisodes) (1976-1977)
- Dokaben (163 épisodes) (1976-1979)
- Rascal le raton laveur (Araiguma Rasukaru) (52 épisodes) (1977)
- Smash (en) (Ashita e Atakku!) (23 épisodes) (1977)
- Ginguiser (en) (Chōgattai Majutsu Robo Ginguiser) (26 épisodes) (1977)
- Bouba (Seton Doubutsuki: Kuma no Ko Jacky) (26 épisodes) (1977)
- Ore wa Teppei (en) (28 épisodes) (1977-1978)
- Charlotte (30 épisodes) (1977-1978)
- Angie détective en herbe (en) (Joō-heika no Puti Anje) (26 épisodes) (1977-1978)
- Yakyū-kyō no Uta (en) (25 épisodes) (1977-1979)
- L'Histoire de Perrine (Perīnu Monogatari) (53 épisodes) (1978)
- Conan, le fils du futur (Mirai Shōnen Conan) (26 épisodes) (1978)
- Ikkyū-san (en) (26 épisodes) (1978)
- Marc et Marie (Haikara-san ga Tōru) (42 épisodes) (1978-1979)
- Anne… la maison aux pignons verts (Akage no An) (50 épisodes) (1979)
- Seaton Doubutsuki Risu no Banner (26 épisodes) (1979)
- Maegami-Tarou (1 TV spécial) (1979)
- Koguma no Mīsha (en) (26 épisodes) (1979-1980)
- Tom Sawyer (Tomu Sōyā no Bōken) (49 épisodes) (1980)
- Paul le pêcheur (Tsuri-kichi Sanpei) (109 épisodes) (1980-1982)
- Flo et les Robinson suisses (Kazoku Robinson Hyōryūki Fushigi na Shima no Furōne) (50 épisodes) (1981)
- Cœur (Ai no Gakkō Cuore Monogatari) (26 épisodes) (1981)
- Fūsen no Doratarō (13 épisodes) (1981)
- Les Trois Mousquetaires (Wanwan Sanjūshi) (26 épisodes) (1981-1982)
- Karine, l'aventure du Nouveau Monde (Minami no niji no Rūshī) (50 épisodes) (1982)
- Maya l'abeille (Mitsubachi Māya no Bōken) (52 épisodes) (1982-1983)
- Dans les Alpes avec Annette (Arupusu Monogatari Watashi no Annetto) (48 épisodes) (1983)
- Ordy ou les Grandes Découvertes (Miimu Iro Iro Yume no Tabi) (127 épisodes) (1983-1985)
- Alice au pays des merveilles (Fushigi no kuni no Arisu) (52 épisodes) (1983-1984)
- Manga Aesop Monogatari (52 épisodes de 15 minutes) (1983)
- Cathy la petite fermière (Makiba no Shōjo Katori) (49 épisodes) (1984)
- Fushigi na Koala Blinky (en) (26 épisodes) (1984)
- Rody le petit Cid (Ritoru eru Shido no bōken)  (26 épisodes) (1984)
- Princesse Sarah (Shōkōjo Sěra) (46 épisodes) (1985)
- Boumbo (Hei! Bumbu) (130 épisodes de 10 minutes) (1985-1986)
- Pollyanna (Ai Shōjo Porianna Monogatari) (51 épisodes) (1986)
- Les Aventuriers de l'Espace (Uchūsen Sajitariusu) (77 épisodes) (1986-1987)
- Seishun Anime Zenshu (35 épisodes) (1986)
- Les Aventures du Bosco (26 épisodes) (1986-1987)
- Les Quatre Filles du docteur March (Ai no Wakakusa Monogatari) (48 épisodes) (1987)
- Le Tour du monde en 80 jours (Hachijû Nichikan Sekai Isshu) (26 épisodes) (1987-1988)
- Gurimu Meisaku Gekijō (47 épisodes) (1987-1988)
- Le Petit Lord (Shōkōshi Sedi) (43 épisodes) (1988)
- Ikinari Dagon (en) (12 épisodes) (1988)
- Toppo Jījo (en) (21 épisodes) (1988)
- Shin Gurimu Meisaku Gekijō (23 épisodes) (1988-1989)
- Yume Miru Toppo Jījo (en) (13 épisodes) (1988)
- Peter Pan (Pītā Pan no Bōken) (41 épisodes) (1989)
- Le Livre de la jungle (Janguru Bukku Shōnen Mōguri) (52 épisodes) (1989-1990)
- Chibi Maruko-chan (143 épisodes) (1990-1992)
- Papa longues jambes (Watashi no Ashinaga Ojisan) (40 épisodes) (1990)
- Pygmalion (39 épisodes) (1990-1991)
- Les Enfants du capitaine Trapp (Torappu Ikka Monogatari') (40 épisodes) (1991)
- L'École des champions (Moero! Toppu Sutoraikā) (49 épisodes) (1991-1992)
- Jackie dans la savane (Daisōgen no Chiisana Tenshi Bush Baby) (40 épisodes) (1992)
- Boukensha (26 épisodes) (1992)
- Nangoku Shōnen Papuwa-kun (en) (42 épisodes) (1992-1993)
- Le Rêve de Jeanie (en) (Kaze no Naka no Shōjo Kinpatsu no Jenī') (52 épisodes) (1992-1993)
- Le Journal d'images de Mikan (en) (Mikan Enikki) (31 épisodes) (1992-1993)

#### depuis 1993
- Petite bonne femme (Wakakusa Monogatari Nan to Jou Sensei) (40 épisodes) (1993)
- Mukamuka Paradise (51 épisodes) (1993-1994)
- L'Histoire du chien Heisei Bow (Heisei Inu Monogatari Bow) (40 épisodes) (1993-1994)
- Tico et ses amis (Nanatsu no Umi no Tico) (39 épisodes) (1994)
- Yamato Takeru (37 épisodes) (1994)
- Ai to Yūki no Pig Girl Tonde Būrin (51 épisodes) (1994-1995)
- Mahōjin Guru Guru (45 épisodes) (1994-1995)
- Chibi Maruko-chan TV 2 (plus de 500) (1995-en cours)
- Romeo no aoi sora (33 épisodes) (1995)
- Mama wa Poyopoyo-Saurus ga Osuki (52 épisodes) (1995-1996)
- Meiken Lassie (26 épisodes) (1996)
- Ie naki ko Rémi (26 épisodes) (1996-1997)
- Grander Musashi (25 épisodes) (1997)
- Chūka Ichiban! (52 épisodes) (1997-1998)
- Coji-Coji (101 épisodes) (1997-1999)
- Grander Musashi RV (39 épisodes) (1998)
- Hanasaka Tenshi Ten-Ten-kun (43 épisodes) (1998-1999)
- Shūkan story land (40 épisodes) (1999-2001)
- Tiger adventures (24 épisodes) (1999-2000)
- Hunter × Hunter (62 épisodes) (1999-2001)
- Doki Doki Densetsu Mahoujin Guru Guru (38 épisodes) (2000)
- Marcelino (26 épisodes) (2000)
- Shin Chou Kyou Ryo: Condor Hero (26 épisodes) (2001-2002)
- Hungry Heart - Wild Striker (52 épisodes) (2002-2003)
- Papuwa (26 épisodes) (2003-2004)
- Soreike! Zukkoke Sanningumi (26 épisodes) (2004)
- Fantastic Children (26 épisodes) (2004-2005)
- Ukkari Pénélope (26 épisodes de cinq minutes) (2006)
- Hoka hoka mori no Rascal (52 épisodes) (2006-2007)
- Yamato Nadesico Shichihenge (26 épisodes) (2006-2007)
- Les Misérables - Shoujo Cosette (52 épisodes) (2007)
- Porfy no Nagai Tabi (52 épisode) (2008)
- Antique Bakery (12 épisodes) (2008)
- Hyakko (13 épisodes) (2008)
- Karl to Fushigi na Tō (26 épisodes) (2010-2011)

### TV spécial
- Daisetsusan no Yūsha Kibaō (1978)
- Ganbare! Bokura no Hit and Run (1979)
- Tondemo Nezumi Daikatsuyaku (1979)
- Anne no Nikki: Anne Frank Monogatari (1979)
- Nodoka Mori no Dobutsu Daisakusen (1980)
- Elfie (1986)
- Hitomi no Naka no Shōnen: Jūgo Shōnen Hyōryūki (1987)
- Miyori no Mori film TV (2007)

### Films
- Locke the Superman (Chojin Rokku) (1984)
- Conan, le fils du futur (Future Boy Conan / Mirai Shonen Conan Tokubetsu Hen-Kyodaiki Gigant no Fukkatsu) (1984)
- Chibi Maruko-chan (1990)
- Le secret du sceau (Trad litt, The Secret of the Seal / Tottoi) (1992)
- Le Conte de la princesse Kaguya (2014) (Produit par le Studio Ghibli avec lequel Nippon Animation coopérait au même titre que Bones, Tatsunoko Production et Studio 4°C.

## Personnalités ayant travaillé chez Nippon Animation
- Yoshio Kuroda : réalisateur (Flanders no Inu, Bouba, Flo et les Robinson Suisses, Peter Pan)[2]; composition de la série (L'École des Champions)
- Hiroshi Saitō : réalisateur (Maya l'abeille, Araiguma Rascal, Perrine Monogatari, Les Aventures de Tom Sawyer, Karine l'aventure du Nouveau Monde)[3]
- Fumio Kurokawa : réalisateur (Sinbad le Marin, Little Lulu, Ashita e Attack, Seishun Anime Zenshu, Le Livre de la Jungle, Princesse Sarah, Boukensha)[4]
- Eiji Okabe : réalisateur (Wakakusa no Charlotte, Tsurikichi Sanpei, Ai no Gakko Cuore Monogatari, Hey! Bunbuu, Manga Aesop Monogatari)[5]